# Матнадзе, Ана
Ана Матнадзе (груз. ანა მათნაძე; 20 февраля 1983, Телави) — испанская шахматистка, международный мастер (2006).
Чемпионка Грузии 2002 года (совестно с М. Ломинейшвили).
В составе сборной Испании участница 40-й Олимпиады (2012) в Стамбуле и 10-го командного чемпионата Европы (2013) в Варшаве.

## Изменения рейтинга
| Графики недоступны из-за технических проблем. См. информацию на Фабрикаторе и на mediawiki.org. |